# جی سونگ هیون
جی سونگ هیون (کره‌ای: 지승현؛ زادهٔ ۱۹ دسامبر ۱۹۸۱) بازیگر اهل کره جنوبی است.

## فیلم‌شناسی

### مجموعه تلویزیونی
| سال      | عنوان                           | نقش                | توضیحات                        |
| -------- | ------------------------------- | ------------------ | ------------------------------ |
| ۲۰۱۰     | پزشکان زنان و زایمان            |                    | حضور افتخاری                   |
| ۲۰۱۳     | پاسخ به ۱۹۹۴                    |                    | حضور افتخاری                   |
| ۲۰۱۴     | خدمتکاران                       | دوک گو             |                                |
| ۲۰۱۶     | نسل خورشید                      | آن جونگ جون        |                                |
| ۲۰۱۶     | جنتلمن                          | هونگ گی پیو        |                                |
| ۲۰۱۷     | قاضی در برابر قاضی              | چوی کیونگ هو       | [ ۳ ]                          |
| ۲۰۱۸     | آقای آفتاب                      | سونگ یونگ          |                                |
| ۲۰۱۸     | دوست‌داشتنی وحشتناک              | سا دونگ چول        | [ ۴ ]                          |
| ۲۰۱۹     | سرچ: دبلیودبلیودبلیو            | اوه جین وو         |                                |
| ۲۰۱۹     | کشور من                         | پارک چی دو         |                                |
| ۲۰۲۰     | تیم بولداگ: تحقیق خارج از وظیفه | تاک وون            |                                |
| ۲۰۲۰     | کارآگاه خوب                     | یو جونگ سوک        | فصل ۱                          |
| ۲۰۲۰     | درامای ویژه کی‌بی‌اس              | لی سانگ هیون       | قسمت: «یخ‌کافت»                 |
| ۲۰۲۱     | عضوی از صحنه عاشقانه            | وو وون بوم         | قسمت: «صحنه عاشقانه #۴۲»       |
| ۲۰۲۱     | سلام منم                        | یانگ دو یون        |                                |
| ۲۰۲۱     | تو بهار منی                     | سو ها نول          | [ ۵ ]                          |
| ۲۰۲۱     | جیریسان                         | کیم نام شیک        | حضور افتخاری                   |
| ۲۰۲۲     | آیا می‌خوری و می‌نوشی؟            | کولن دونگ هون      | درام ویژه سال نو آندونگ ام‌بی‌سی |
| ۲۰۲۲     | حالا زیباست                     | جوانی لی کیونگ چول | حضور افتخاری                   |
| ۲۰۲۲     | چرا او                          | چوی جو وان         | [ ۹ ]                          |
| ۲۰۲۲     | تشویق آخر                       | پارک سه جون        | [ ۱۰ ]                         |
| ۲۰۲۳     | عزیزترینم                       | گو وون مو          | [ ۱۱ ]                         |
| ۲۰۲۳     | هفت فراری                       | اوم جی مان         | [ ۱۲ ]                         |
| ۲۰۲۳–۲۰۴ | جنگ گوریو–خیتان                 | یانگ گیو           | [ ۱۳ ]                         |

### برنامه اینترنتی
| سال  | عنوان    | نقش               | منابع  |
| ---- | -------- | ----------------- | ------ |
| ۲۰۲۲ | 디저볼래 | عضو گروه بازیگران | [ ۱۴ ] |

## جوایز و نامزدی‌ها
| مراسم جوایز         | سال  | دسته                                               | نامزد / اثر | نتیجه    | منابع  |
| ------------------- | ---- | -------------------------------------------------- | ----------- | -------- | ------ |
| جوایز درامای اس‌بی‌اس | ۲۰۲۲ | بهترین بازیگر نقش مکمل مرد در یک درام کوتاه/فانتزی | چرا او      | نامزدشده | [ ۱۵ ] |